# 70 Virginis
Désignations
70 Virginis (en abrégé 70 Vir) est une étoile naine jaune située à environ 59 années-lumière dans la constellation de la Vierge. Elle est anormalement brillante pour son type spectral et pourrait être juste en train d'évoluer vers la phase sous-géante.
En 1996, une exoplanète a été découverte en orbite autour de 70 Virginis. Il y a également un disque de poussières ayant une température maximale de 153 K situé à une distance minimale de 3,4 UA de l'étoile.

## Système planétaire
| Planète | Masse (MJ)   | Période orbitale (en jours) | Axe semi-majeur (ua) | excentricité    |
| ------- | ------------ | --------------------------- | -------------------- | --------------- |
| b       | >7,49 ± 0,61 | 116,6884 ± 0,0044           | 0,484 ± 0,028        | 0,4007 ± 0,0035 |